# Adetus pictus
Adetus pictus es una especie de escarabajo del género Adetus, familia Cerambycidae. Fue descrita científicamente por Bates en 1880.
Habita en Belice, Guatemala, Honduras, Nicaragua y Panamá. Los machos y las hembras miden aproximadamente 8-11,6 mm. El período de vuelo de esta especie ocurre en el mes de mayo.